# Massaker von Bleiburg

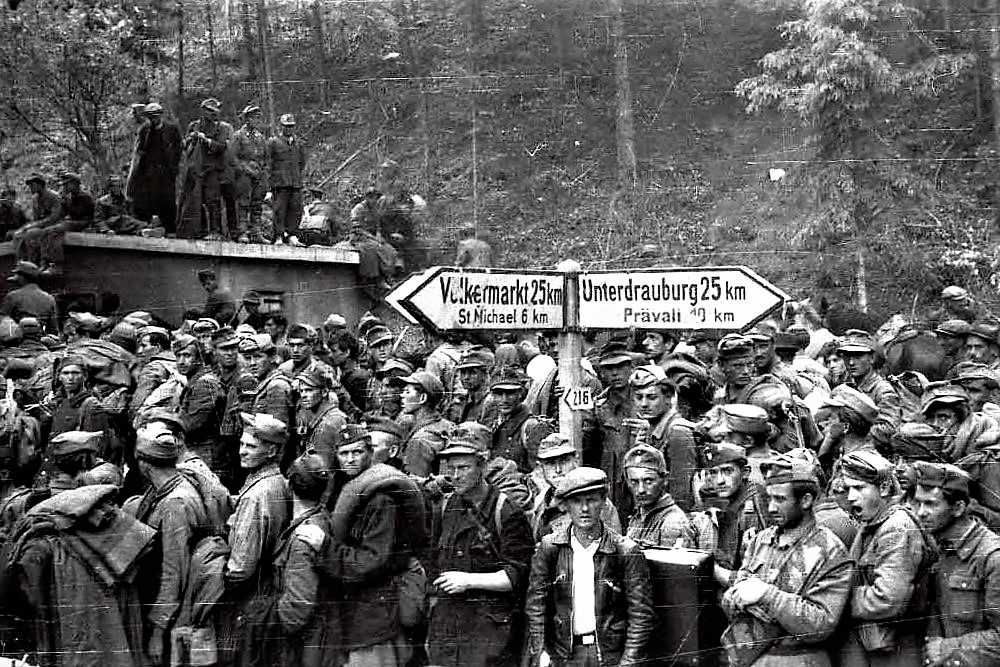
Angehörige der kroatischen Streitkräfte sowie Zivilisten auf dem Bleiburger Feld (nördlich des Bahndammes gegenüber dem damaligen Gasthaus Hrust).

„Massaker von Bleiburg“ (kroatisch Pokolj u Bleiburgu), auch „Tragödie von Bleiburg“ (kroatisch Bleiburška tragedija), ist eine Sammelbezeichnung für eine Reihe von jugoslawischen Nachkriegsverbrechen, die ab Mitte Mai 1945 in oder um den österreichischen Ort Bleiburg in Kärnten ihren Anfang nahmen.
Dabei wurden vor allem Militärangehörige und Funktionäre des faschistischen Unabhängigen Staates Kroatien (USK), aber auch Angehörige der Slowenischen Heimwehr sowie Tschetniks aus Serbien und Montenegro, Opfer von Misshandlungen, Folterungen, Massentötungen, Zwangsrepatriierungen und Todesmärschen (kroatisch smrtni put; auch križni put = „Kreuzweg“). Mit dem Rückmarsch bzw. -transport aus dem von britischen Truppen besetzten Österreich in jugoslawische Kriegsgefangenenlager nahm für diese ehemals mit dem nationalsozialistischen Deutschland und dem faschistischen Italien Verbündeten eine Kette von summarischen außergerichtlichen Hinrichtungen ihren Anfang, die in Jugoslawien fortgesetzt wurde. Unter der großen Zahl von Opfern waren auch tausende Angehörige der deutschen Wehrmacht, der SS sowie Zivilpersonen (auch sogenannte „Volksdeutsche“). Die Opfer wurden häufig in Massengräbern in Slowenien verscharrt.
Nach demografischen Berechnungen sind die Todesopfer, die ursächlich auf die Vorgänge in Bleiburg zurückzuführen sind, auf 45.000 Kroaten, 4.000 Bosniaken, 8.000 bis 10.000 Slowenen sowie 2.000 Montenegriner und Serben zu beziffern.

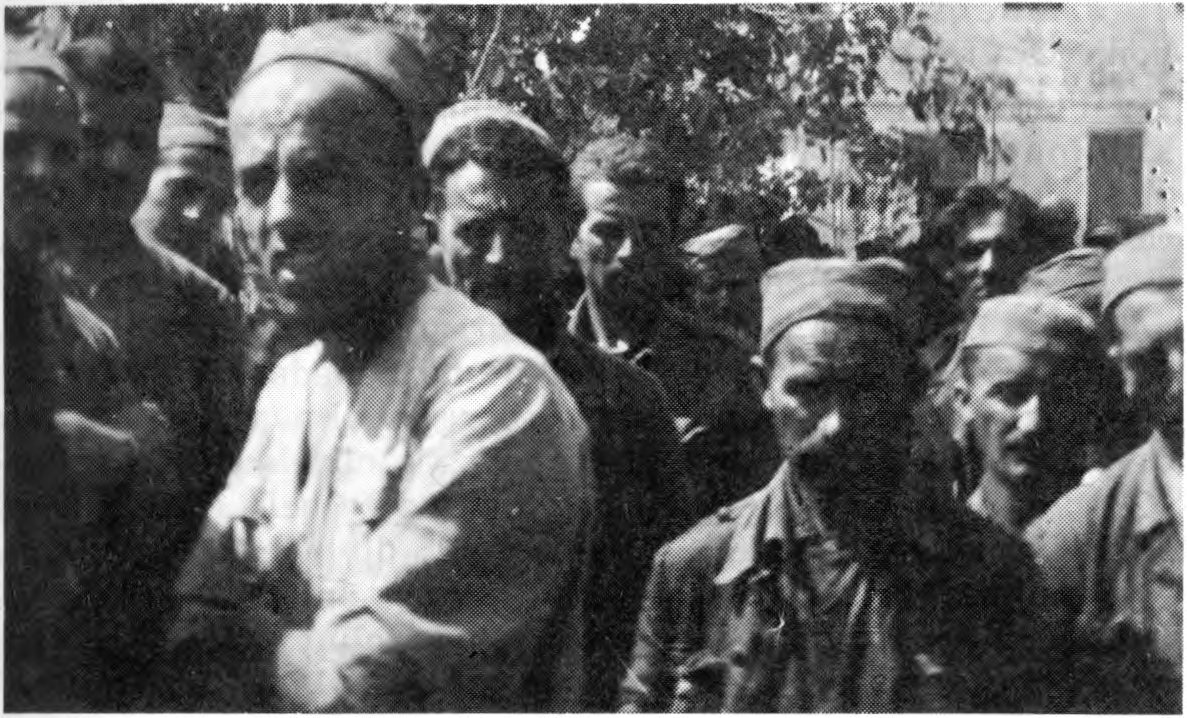
Entwaffnete montenegrinische Tschetniks nach ihrer Kapitulation in der Nähe von Bleiburg am 16. Mai 1945.

Die von der Jugoslawischen Volksarmee und dem KNOJ im Zeitraum vom 12. April bis zum 8. bzw. 25. Mai 1945 an zahlreichen Orten im Raum Klagenfurt entlang der Grenze bis Dravograd und Maribor bis südlich nach Celje geführten Operationen gegen ihre antikommunistischen Gegner wurden in der Erinnerungskultur des ehemaligen Jugoslawien als „Endkesselschlachten“, „Abschließende militärische Operationen zur Befreiung Jugoslawiens“ oder „Das große Finale in Kärnten“ bezeichnet. Die Ereignisse von Bleiburg sind daher eng verbunden mit der sogenannten „Tragödie von Viktring“ (slowenisch Vetrinjska tragedija), bei der überwiegend Angehörige der Slowenischen Heimwehr aus einem Flüchtlingslager heraus der Jugoslawischen Volksarmee übergeben wurden und jugoslawischen Nachkriegsverbrechen zum Opfer fielen.

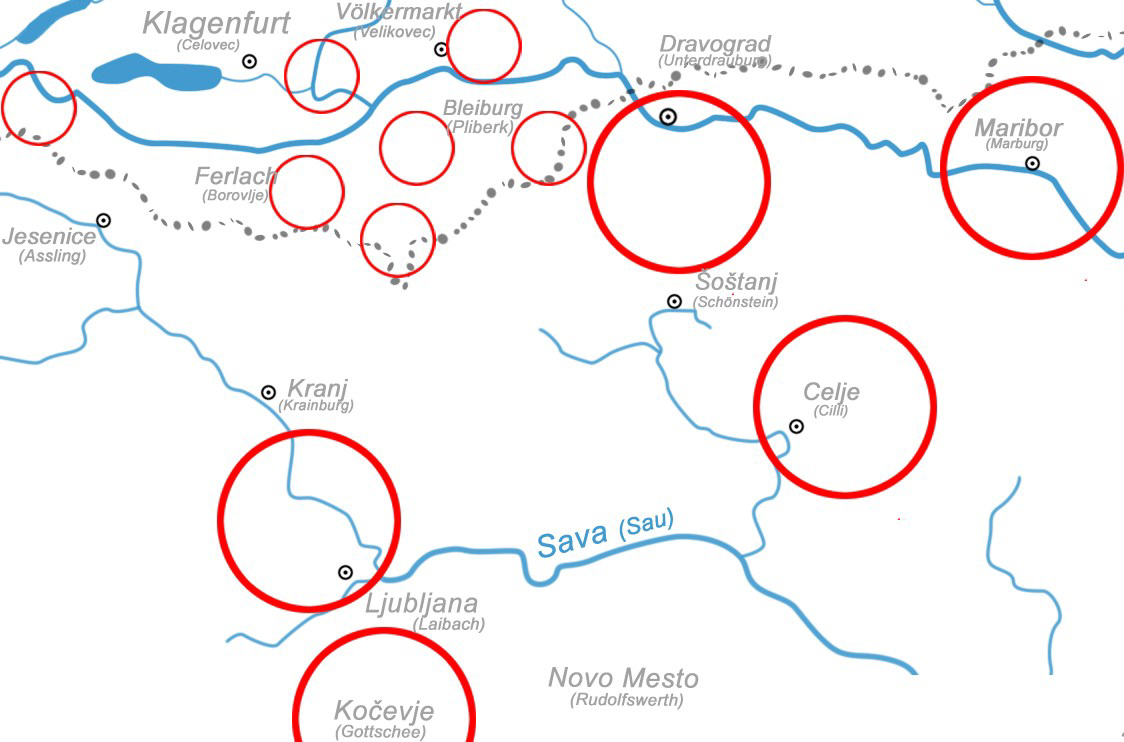
Orte, an denen im Mai und Juni 1945 Massentötungen stattfanden

Die sogenannten „Opfer von Bleiburg“ (kroatisch Bleiburške žrtve) stehen in der kroatischen Erinnerungskultur generell für die kommunistischen Verbrechen an den Besiegten und stellen auch einen kroatischen Geschichts- und Nationalmythos dar. Die 1987 errichtete Kroatische Gedenkstätte auf dem Loibacher Feld ist ein wichtiger kroatischer Erinnerungsort. Die dortige alljährliche Gedenkfeier mit bis zu 30.000 Teilnehmenden (2015) war auch ein Sammelplatz für Rechtsextreme, bis diese 2022 von der österreichischen Regierung verboten wurde.

## Vorgeschichte
Nach der Besetzung und Aufteilung Jugoslawiens 1941 kam es sowohl zur Kollaboration als auch zum bewaffneten Widerstand. Die Folge war eine starke Polarisierung in der Bevölkerung. Das Regime des Unabhängigen Staates Kroatien sah einen Genozid an der serbischen Bevölkerung vor. Juden und Roma wurden deportiert; auf der anderen Seite verübten Tschetniks Massaker an Kroaten, Albanern und Bosniaken sowie Partisanen Racheakte an ganzen Bevölkerungsgruppen.
Der Kampf der deutschen und italienischen Besatzungsmächte gegen den bewaffneten jugoslawischen Widerstand wurde mit großer Brutalität geführt. Die jugoslawische Zivilbevölkerung wurde dabei Opfer vieler Kriegsverbrechen. Als Waffen-SS und Kosakenverbände auf dem jugoslawischen Kriegsschauplatz erschienen, verstärkte sich die Gewalt gegen die Bevölkerung. In Kroatien kollaborierte das Ustascha-Regime, dessen Ziel ein „ethnisch gesäuberter“ großkroatischer Staat war, mit den Besatzungsmächten und stellte ihnen einheimische Sicherheitskräfte für die Partisanenbekämpfung zur Verfügung. Gefangene Partisanen wurden erschossen, für „Sühnemaßnahmen“ wurden willkürlich völlig unbeteiligte Opfer ausgesucht. Die Regeln der Wehrmachtsverbände schlossen dabei die Tötung von Frauen und Kindern ausdrücklich mit ein.
Parallel zum Kampf unterschiedlicher Widerstandsgruppen gegen die Besatzungstruppen entwickelte sich vor allem im Nordwesten Jugoslawiens ein Bürgerkrieg zwischen national und politisch verfeindeten Gruppen um die künftige politische Macht in Jugoslawien. Tschetniks strebten als Monarchisten und serbische Nationalisten die Restauration des früheren Regimes des Königreichs Jugoslawien an. Sie kollaborierten auf taktischer Ebene mit den italienischen, aber auch mit deutschen Truppen gegen die kommunistischen Partisanen.
Gegen Ende des Zweiten Weltkriegs begann der Unabhängige Staat Kroatien zu zerfallen. Soldaten der Domobrani wechselten zu den kommunistischen Partisanen über. Die gemäßigten Ustascha-Minister Ante Vokić und Mladen Lorković versuchten, die radikalen Führer der Ustascha-Bewegung von der Spitze zu verdrängen, um mit den Alliierten Verhandlungen über ein unabhängiges Kroatien aufzunehmen. Der Putschversuch wurde jedoch von Ante Pavelić mit deutscher Hilfe im Keim erstickt, die Verschwörer wurden verhaftet und hingerichtet.

## Verlauf der Ereignisse

### Flucht

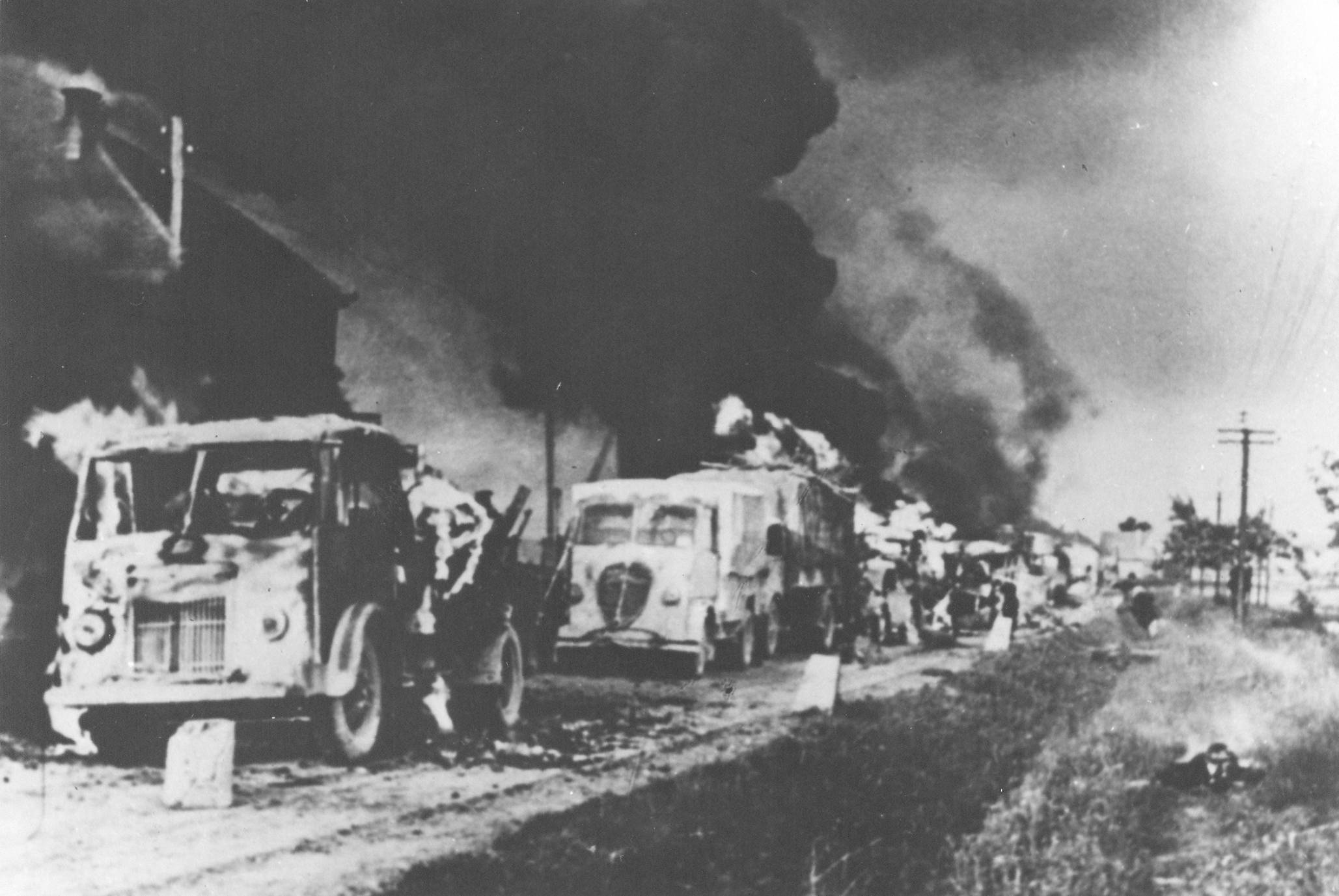
Vernichtete Kolonne deutscher Militärfahrzeuge im Mai 1945 bei Zagreb

Am 6. Mai 1945 konnte die südlich von Zagreb verlaufende „Zvonimir“-Stellung nicht mehr gehalten werden, die kroatischen und die deutschen Verbände mussten sich zurückziehen. Angesichts der drohenden Niederlage versuchten die Streitkräfte, die Ustascha und die Regierung des Unabhängigen Staates Kroatien außer Landes zu kommen, um nicht Titos Volksarmee in die Hände zu fallen. Die Rückzugsbewegung der Wehrmacht und ihrer Hilfstruppen, Kosaken, slowenische Landwehr, Serbisches Freiwilligen-Korps sowie der selbständig operierenden Tschetniks geriet zur Flucht. Die kroatischen Streitkräfte, Ustascha-Milizen und die muslimischen Einheiten aus Bosnien und der Herzegowina wurden in Nordkroatien zusammengezogen, um von dort aus durch Slowenien nach Österreich zu marschieren.
Die Kolonne aus Menschen und Fahrzeugen soll insgesamt 45 bis 65 Kilometer lang gewesen sein. Teile der Marschkolonnen erreichten die slowenisch-österreichischen Alpenübergänge nicht, wurden in Kämpfe mit Partisanen verwickelt, lösten sich auf oder gerieten in Gefangenschaft. Die übrigen marschierten über Dravograd (Unterdrauburg) und Prevalje (Prävali) Richtung Kärnten und stießen bei Bleiburg auf britische Verbände, aber auch auf Einheiten der Jugoslawischen Volksarmee, die in Kärnten eingedrungen waren.
Am 8. Mai 1945 hatten Truppen und Partisaneneinheiten der 4. Jugoslawischen Armee den Südosten Kärntens besetzt und waren in Klagenfurt einmarschiert, wenige Stunden nach der 8. Armee des britischen Feldmarschalls Harold Alexander (1891–1969). Generaloberst Alexander Löhr hatte mit der Heeresgruppe E der Wehrmacht am 10. Mai in der slowenischen Untersteiermark vor der 4. Jugoslawischen Armee kapituliert.
Ein Fluchtweg führte den Haupttross der kroatischen Truppen und Zivilisten von Zagreb in die slowenische Untersteiermark, durch die Städte Zidani Most, Celje, Šoštanj und Slovenj Gradec nach Dravograd. Dort kamen die Spitzen des Flüchtlingstrecks am 11. Mai an und fanden die Brücken über die Drau in Richtung Österreich von bulgarischen Truppen der Roten Armee gesperrt, die dort am 9. Mai eingetroffen waren. Am 12. Mai traf die 51. Vojvodina-Division der 3. jugoslawischen Armee per Bahn ein. Die britische Luftraumüberwachung meldete 700.000 Kroaten, davon 500.000 Zivilisten und 200.000 Militärs. Wenige Flüchtlinge konnten aus dem Dravograder Kessel über einen Brückenkopf in Richtung Lavamünd entkommen, wo sie nach Überquerung des Griffner Bergs in das Lavanttal nach Wolfsberg vorstießen und von britischen Truppen festgesetzt wurden. Nachdem am 13. Mai ein Verhandlungsversuch der Kroaten mit bulgarischen und britischen Vertretern und eine bedingungslose Kapitulation gescheitert war, kam es zu schweren Kämpfen. Kroatische Eliteeinheiten (z. B. Schwarze Legion) unter General Rafael Boban durchbrachen in der Nacht vom 13. auf den 14. Mai den Kessel und kämpften Übergänge über die Drau frei. Die Flüchtlinge bewegten sich nun durch das Mießtal in Richtung Bleiburg. Parallel dazu marschierte die 51. Vojvodina-Division der 3. Jugoslawische Volksarmee auf den Hügeln. Auch Teile des 7. und 8. Vojvodina-Bataillons und der 14. Division der Jugoslawischen Volksarmee sperrten die Hügel. Es fanden Kämpfe in den Talengen und vor Ankunft ein letztes scharfes Gefecht zwischen Holmec und Poljana statt.

### Ankunft und Kapitulation

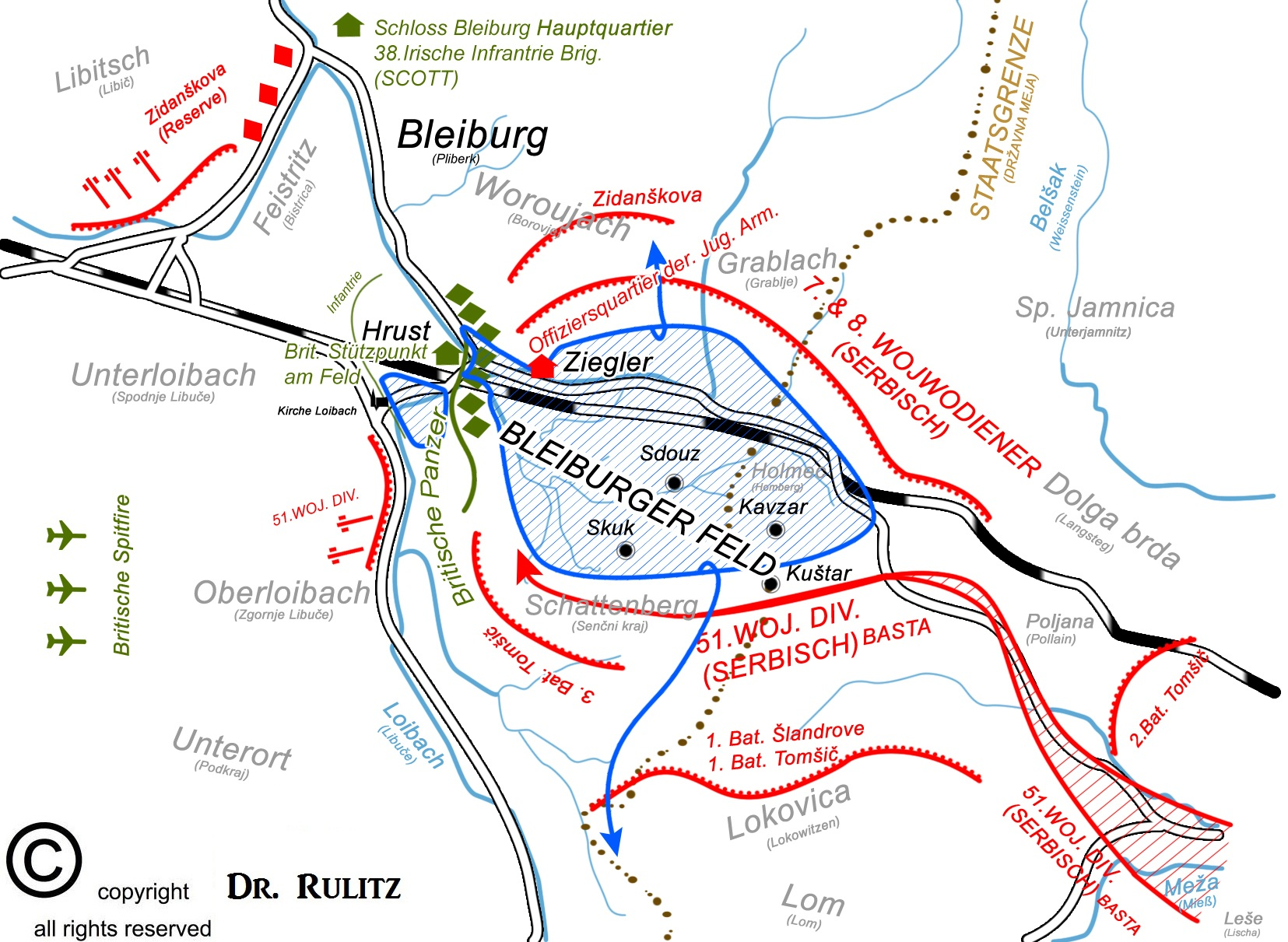
Schematische Darstellung der Situation auf dem Loibacher Feld (auch Bleiburger Feld) am 15. Mai 1945.

Ab dem 13. Mai trafen kroatische Flüchtlinge am Bleiburger Feld ein, wo sich seit dem 12. Mai die 38. (Irische) Infanteriebrigade und jugoslawische Partisanenverbände aufhielten. Am 15. Mai trafen weitere Flüchtlinge ein, darunter Teile der 13. Waffen-Gebirgs-Division der SS „Handschar“ (kroatische Nr. 1) und der 23. Waffen-Gebirgs-Division der SS „Kama“ (kroatische Nr. 2). Britische Truppen errichteten eine Panzersperre in Richtung Westen und zwangen die Flüchtlinge zum Lagern. Gleichzeitig umstellte die 3. jugoslawische Armee die Flüchtlinge. Das Flüchtlingslager erstreckte sich nord- und südlich des Bahndammes; südlich die Zivilisten. Es reichte im Westen bis 3 km an Bleiburg (bis zum Gasthaus Hrust) heran und ging im Osten bis über die Grenze auf jugoslawisches (heute slowenisches) Staatsgebiet (bis zu den Höfen Kavzar und Kuštar).

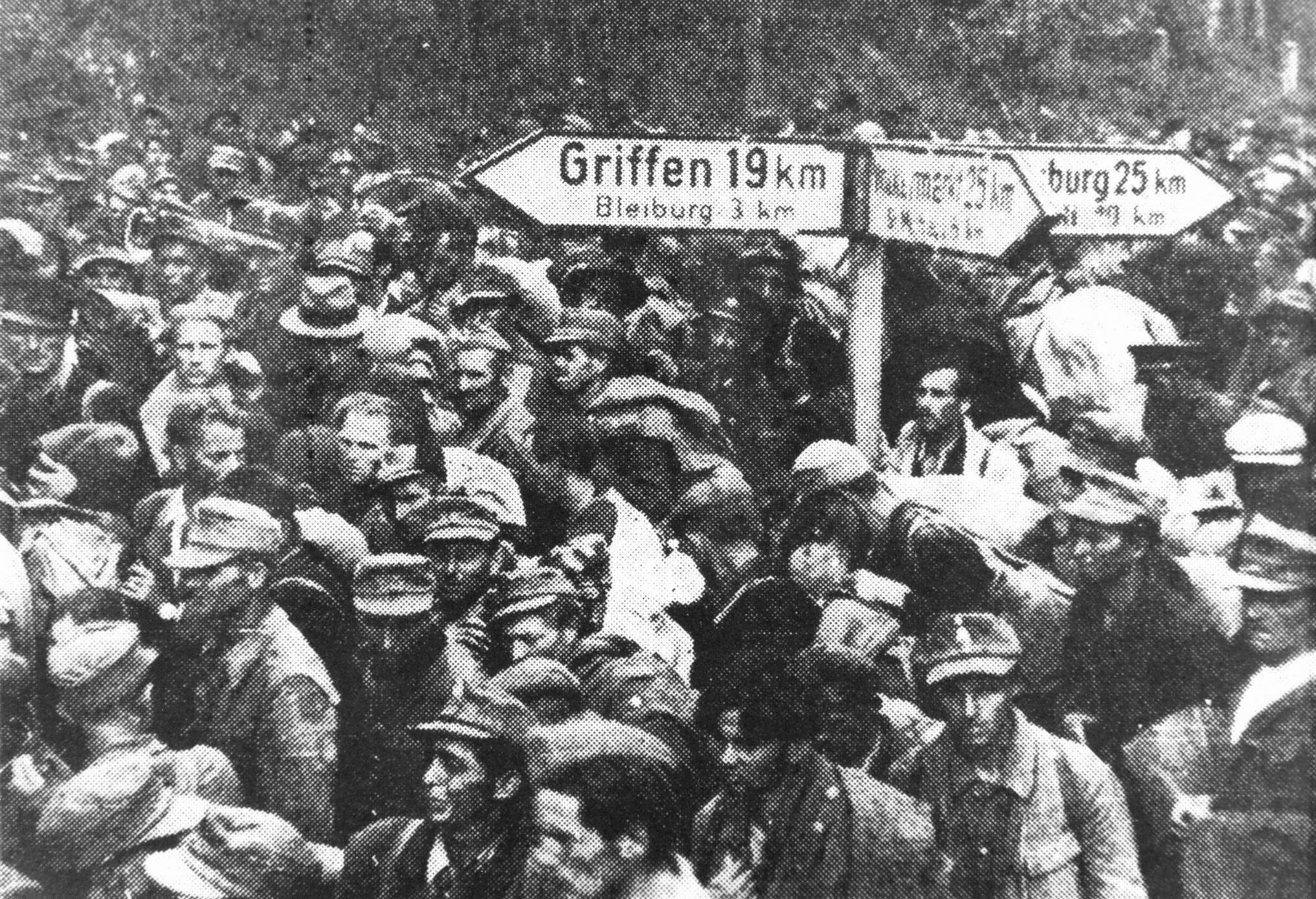
Angehörige der kroatischen Streitkräfte und Zivilisten auf dem Bleiburger Feld (nördlich des Bahndammes gegenüber dem damaligen Gasthaus Hrust).

Am Abend des 14. Mai 1945 besuchte ein kroatischer Offizier den Brigadier Patrick Scott (1905–1976), als Kommandeur der 38. (Irischen) Infanteriebrigade und späteren Verhandlungsführer des britischen 5. Korps. Er teilte Scott mit, dass zwei bewaffnete kroatische Gruppen von je 100.000 Mann, eine halbe Million Zivilisten und Überreste von ein paar deutschen Divisionen im Begriff seien die Grenze bei Bleiburg und Lavamünd zu überschreiten. Von britischer Seite wurde erklärt, dass sich die kroatischen Streitkräfte nur bis zu einer festgelegten Demarkationslinie auf dem Bleiburger Feld bewegen dürften und dass ein Vertreter des 5. Korps eine Delegation der kroatischen Streitkräfte empfangen würde.

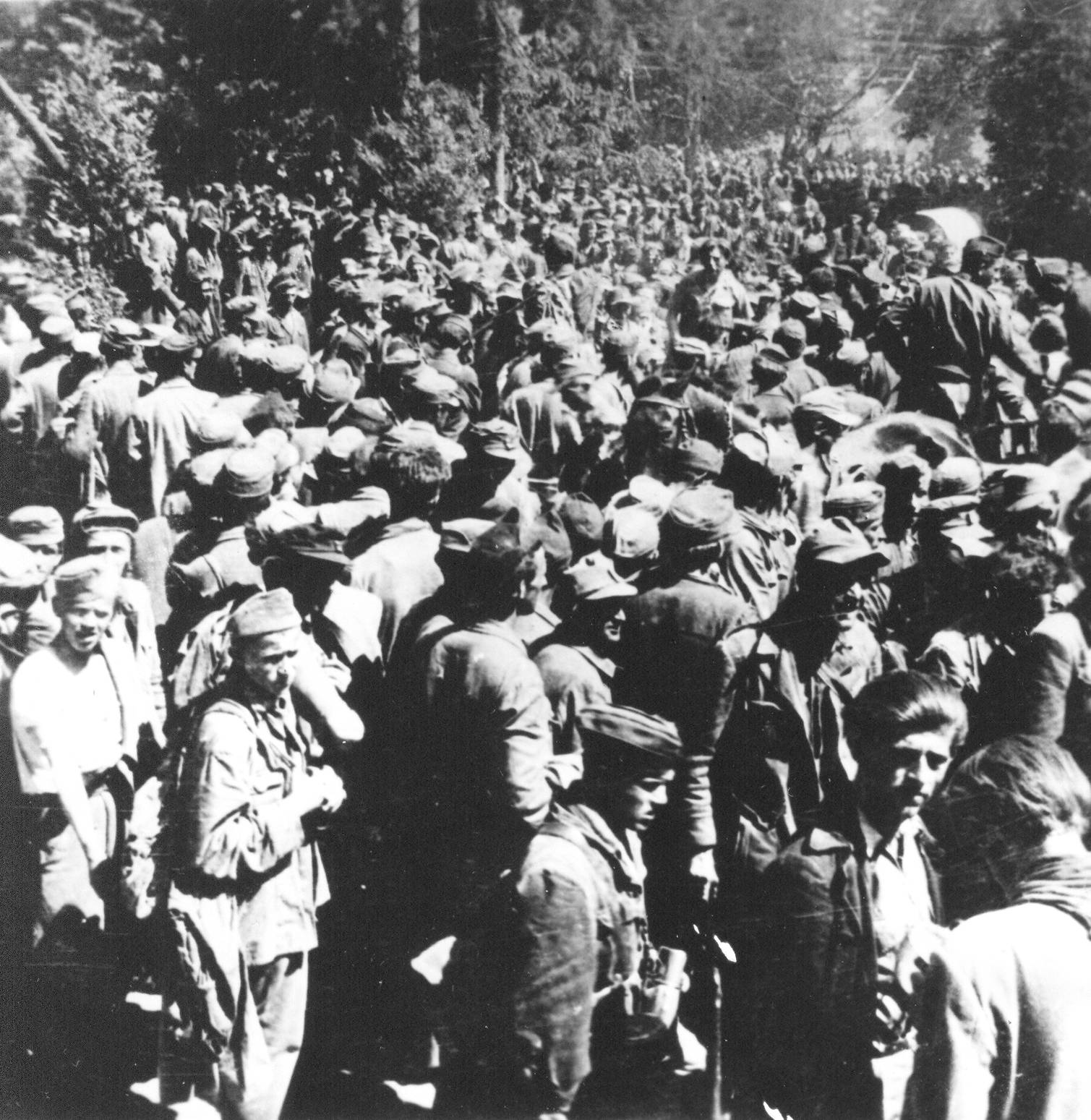
Angehörige der Ustascha-Miliz und der kroatischen Armee bei Bleiburg im Mai 1945

Am 15. Mai 1945 gegen 15 Uhr fanden auf Schloss Bleiburg die Verhandlungen um die Kapitulation der kroatischen Truppen statt. Die Delegation der kroatischen Streitkräfte bestand aus den Ustascha-Generälen Ivo Herenčić (1910–1978) und Vjekoslav Servatzy (1889–1945) sowie dem Ustascha-Oberst Danijel Crljen (1914–1995) als Übersetzer. Herenčić bot Scott die Kapitulation gegenüber den britischen Truppen an und bat sich danach unter den Schutz der Westalliierten stellen zu dürfen. Scott erwiderte darauf scharf, dass die britische Armee sie nicht aufnehmen könne und mit ihnen wie mit illegalen Banden verfahren werden müsse, da sie bereits vor acht Tagen ihre Waffen vor den Partisanen niederlegen sollten, sie aber die Kampfhandlungen fortgesetzt hätten. Herenčić erklärte, dass die jugoslawischen Partisanen für sie illegale Banden seien. Scott unterbrach ihn und erwiderte, die Jugoslawische Armee sei mit den Briten verbündet. Eine anschließende Diskussion brach er ab und erklärte, er habe klare Anweisungen vom Oberbefehlshaber der Alliierten Streitkräfte im Mittelmeerraum (Supreme Allied Commander in the Mediterranean), Feldmarschall Harold Alexander, der sie seinerseits vom Premierminister Winston Churchill (1874–1965) bekommen habe. Scott ließ den Kroaten drei Möglichkeiten: Erstens gegenüber der Jugoslawischen Volksarmee zu kapitulieren, wobei sich Scott für eine korrekte Behandlung einsetzen würde. Zweitens vor Ort zu warten, bis sie angegriffen würden. Drittens den Durchbruch durch die britischen Truppen zu wagen und dann von den jugoslawischen und den britischen Truppen angegriffen zu werden. Nach fünf Minuten Bedenkzeit entschied sich die kroatische Delegation für die Kapitulation gegenüber den jugoslawischen Truppen.
Daraufhin empfing Scott die jugoslawische Delegation, nämlich den Politkommissar der 51. Vojvodinischen Division Milan Basta (1921–2007) und den Kommandeur der 14. Slowenischen Division, Ivan Kovačič „Efenka“ (1921–1963). Scott bat Basta die Kapitulationsbedingungen zu diktieren, woraufhin dieser verlangte, dass die kroatischen Truppen innerhalb einer Stunde und 20 Minuten zu kapitulieren und die Waffen niederzulegen hätten. Kriegsgefangene würden korrekt behandelt und Kriegsverbrecher vor ein Militärgericht gestellt werden. Die kroatische Delegation versuchte den Kapitulationstermin hinauszuzögern. Scott verlor die Geduld und erklärte, dass den jugoslawischen Kommandeuren britische Panzer zur Verfügung stünden. Unter dem Hinweis, dass gemäß Alexanders Befehl und den Vereinbarungen auf Jalta sich alle Armeen ihren unmittelbaren Kriegsgegnern zu ergeben hätten, lehnte Scott eine Überführung in britische Kriegsgefangenschaft ab. Gegen 16 Uhr ergaben sich die ersten kroatischen Einheiten gegenüber der Jugoslawischen Volksarmee. Vor der Übergabe kam es zu einem Schusswechsel, weil zum vereinbarten Zeitpunkt die weiße Fahne nicht gehisst wurde:

„Die Ustaschas hatten keine andere Wahl, als die Waffen niederzulegen. Es war abgemacht, daß sie zu einer bestimmten Stunde die weiße Fahne hissen würden. Als zur festgesetzten Stunde keine weißen Fahnen sichtbar waren, begannen die Partisanen aus ihren Stellungen mit Maschinengewehren und Minenwerfern zu schießen. Der Beschuß dauerte fünfzehn bis zwanzig Minuten, danach hißten die Ustaschas die weißen Fahnen […]“

Beispielhaft für die Vorgänge auf dem Loibacher bzw. Bleiburger Feld ist der Augenzeugenbericht des kroatischen Heimwehrsoldaten Ante Dragošević. Nach seiner Flucht geriet er in Bleiburg in Gefangenschaft und wurde von dort auf einen Todesmarsch nach Jugoslawien geschickt. Nach vier Tagen erreichte die Marschkolonne den slowenischen Ort Maribor, wo die Ustaschen von den Domobranen getrennt wurden. Nach zwei weiteren Nächten entging er mit seinen Kameraden der Ermordung nur dank dem Eingreifen eines Partisanenmajors serbischer Abstammung, der die Hinrichtung verhinderte und die Kolonne nach Zagreb transportieren ließ. Dragošević berichtete über die Ereignisse auf dem Bleiburger Feld:

„Wir begannen unseren Rückzug von Zagreb am 6. Mai 1945, über Ilica nach Zaprešić und dann entlang der Route Zidani Most – Celje – Slovenj Gradec – Bleiburg. Obwohl wir hier und da kommunistischen Widerstand beseitigen mussten, war der Kampf selten. […] Ich erinnere mich, dass die Stadt in der Hand der Partisanen war, als wir durch Celje fuhren. Obwohl sie die deutschen Truppen, die sich mit uns zurückzogen, entwaffneten, hatten sie Angst, sich dem Übergang unseres Kontingents zu widersetzen. […] Die militärische Moral unserer Truppen war sehr hoch. […] Vielleicht lag dies daran, dass angeblich zuverlässige Informationen in unseren Reihen kursierten, die besagten, dass die politischen Behörden des kroatischen Staates mit den Briten eine Einigung über eine ehrenvolle Kapitulation erzielt hatten. […] Kurz nach Sonnenaufgang am 15. Mai erreichten wir eineinhalb Meilen von der großen Wiese bei Bleiburg entfernt ein kleines Feld. Nach einer kurzen Pause fuhren wir weiter zum Bleiburger Feld, wo wir zwischen neun und zehn Uhr morgens ankamen. Die große Ebene, auf der wir uns befanden, war voller Truppen und ziviler Flüchtlinge, von denen viele Frauen und Kinder waren. Es gab auch eine große Anzahl von Fahrzeugen und sogar Vieh. Über uns flogen britische Flugzeuge, und wir waren dumm genug, ihre Anwesenheit mit Begeisterung zu begrüßen, die Mützen in die Luft zu werfen und ihnen zuzuwinken. Ein kroatischer Luftwaffenoffizier warnte uns jedoch, dass die Briten ihre militärische Stärke demonstrieren würden, nur um uns einzuschüchtern, damit wir uns ergeben. Die englischen Flugzeuge flogen mehrmals sehr tief über unseren Köpfen. Gegen drei Uhr nachmittags wurde uns geraten, unsere Waffen niederzulegen und weiße Fahnen zu zeigen. Danach erhielten wir den Befehl, zum Waldrand vorzurücken, wo die Übergabe eingeleitet werden sollte. Als wir uns dem Wald näherten, sah ich jugoslawische kommunistische Truppen an der Waldgrenze anstehen. […] Sie haben uns mit großer Höflichkeit und sogar mit Unterwürfigkeit und Demut angesprochen. Ohne irgendwelche Drohungen auszusprechen, baten sie uns, alle unsere Waffen abzugeben, weil der Krieg vorbei war und wir in unsere Häuser zurückkehren durften. […] Wir waren so dumm, ihnen zu glauben, so, dass wir unsere letzte Chance auf Flucht verpassten. […] In unserer Naivität waren wir davon ausgegangen, dass die Briten den guten Willen haben würden, unsere Kapitulation anzunehmen, um sich so wertvolle Verbündete für den Kampf zu sichern, den sie früher oder später mit den Russen führen müssen. […] Wir waren erstaunt, dass von uns erwartet wurde, vor den Kommunisten zu kapitulieren. Große Unordnung entstand bei der Übergabe unserer Waffen, die sich über einen langen Zeitraum hinzog. Die Kommunisten haben jedem Mann eine Reihe von Fragen gestellt. Ungefähr zwanzig Meter von meinem Standort entfernt beging ein junger Domobranen-Leutnant in einem Anfall der Verzweiflung Selbstmord. […] Der Domobranen-Leutnant war nicht der einzige, der diesen Ausweg aus der Notlage fand, in der wir uns plötzlich befanden. Die Dämmerung brach herein, bevor die Übergabe unserer Waffen abgeschlossen war. Wir sollten uns in Viererreihen aufstellen und den Rückmarsch in die Heimat antreten.“

### Hinrichtungen

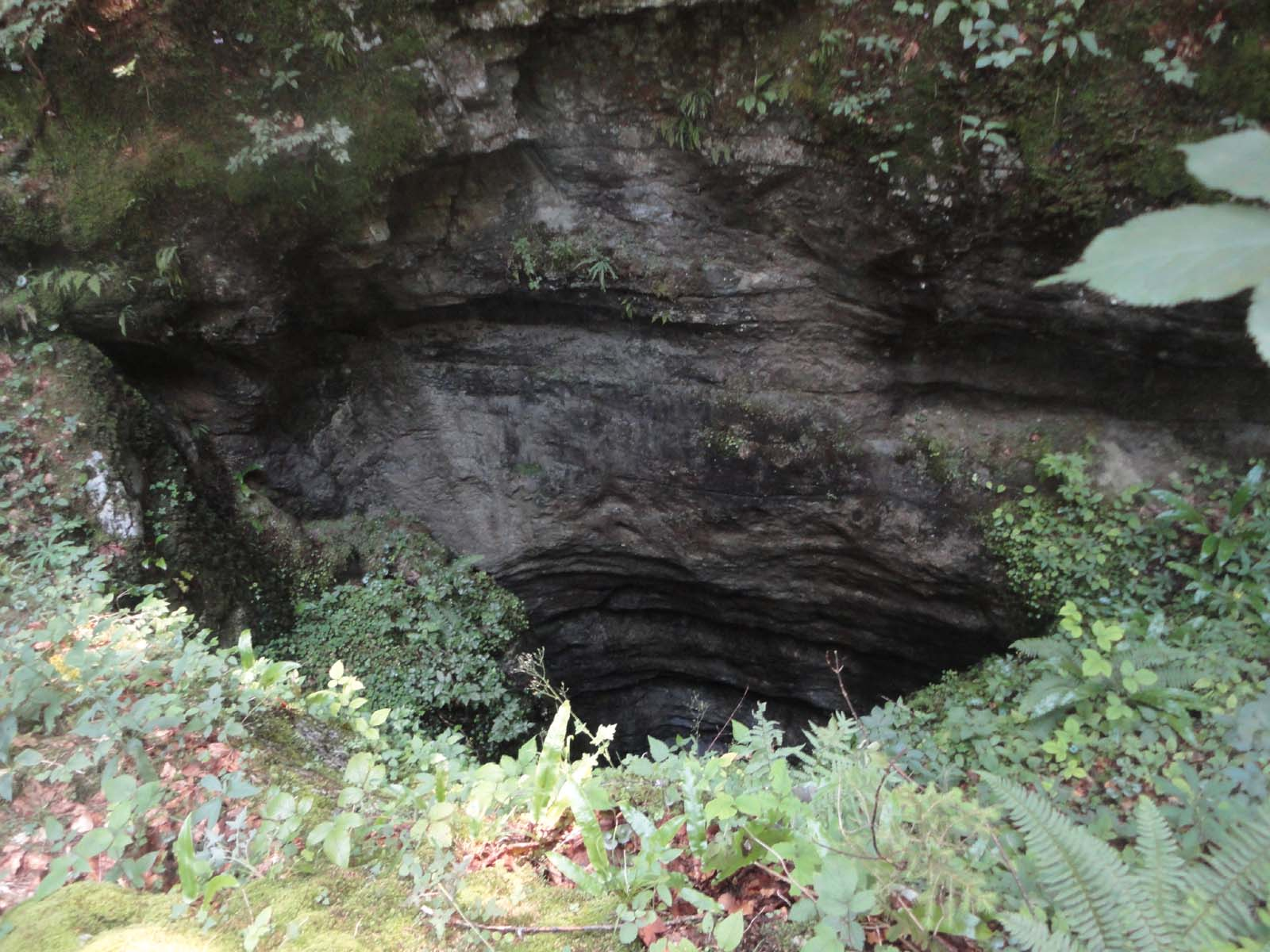
Doppelte Karsthöhle am Zinkkreuz (Dvojno brezno pri Cink križu) im Gottscheer Hornwald, wo Opfer eines Nachkriegsmassakers liegen (Mai und Juni 1945)

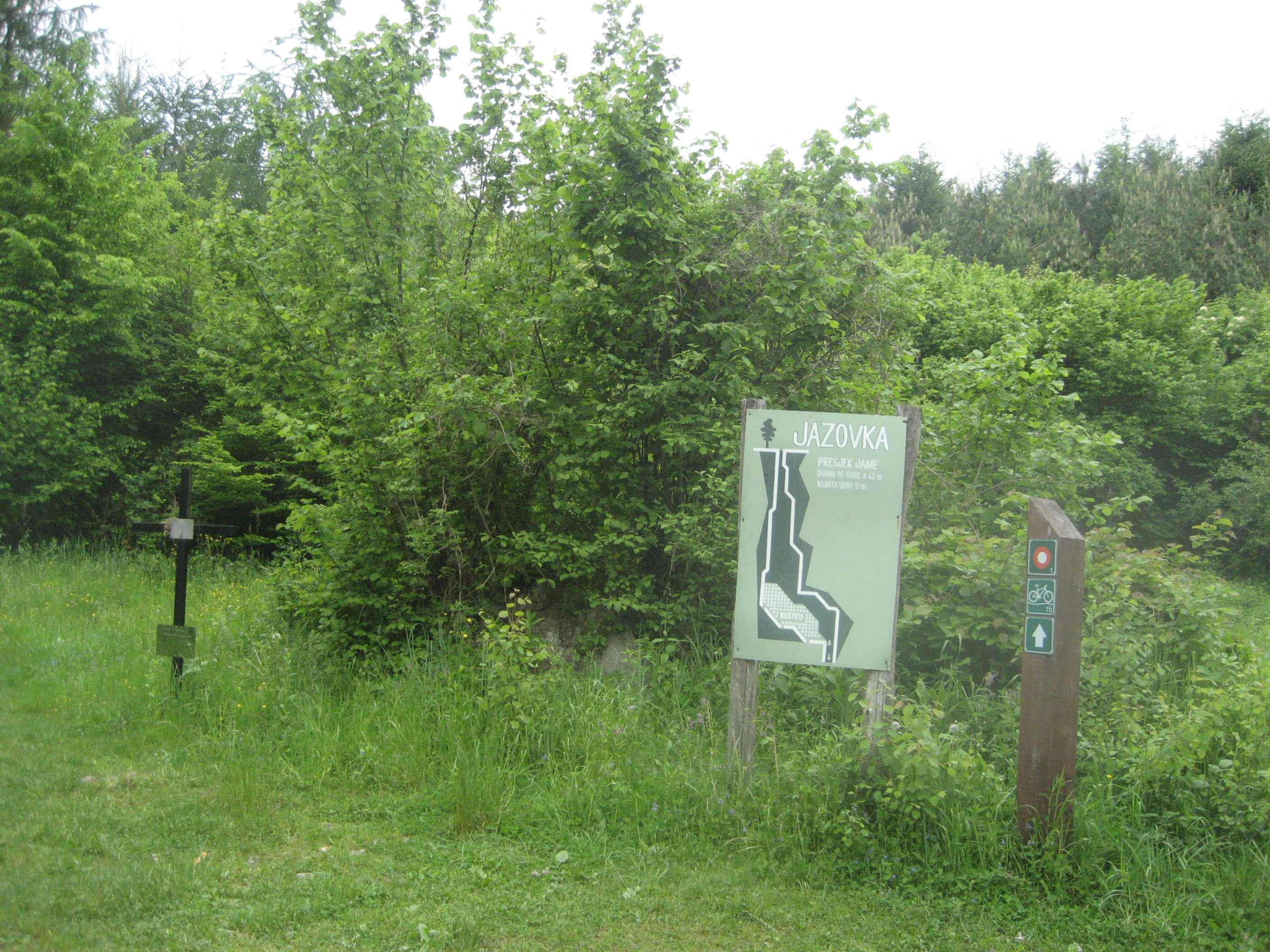
Gedenkstätte an der Karsthöhle Jazovka

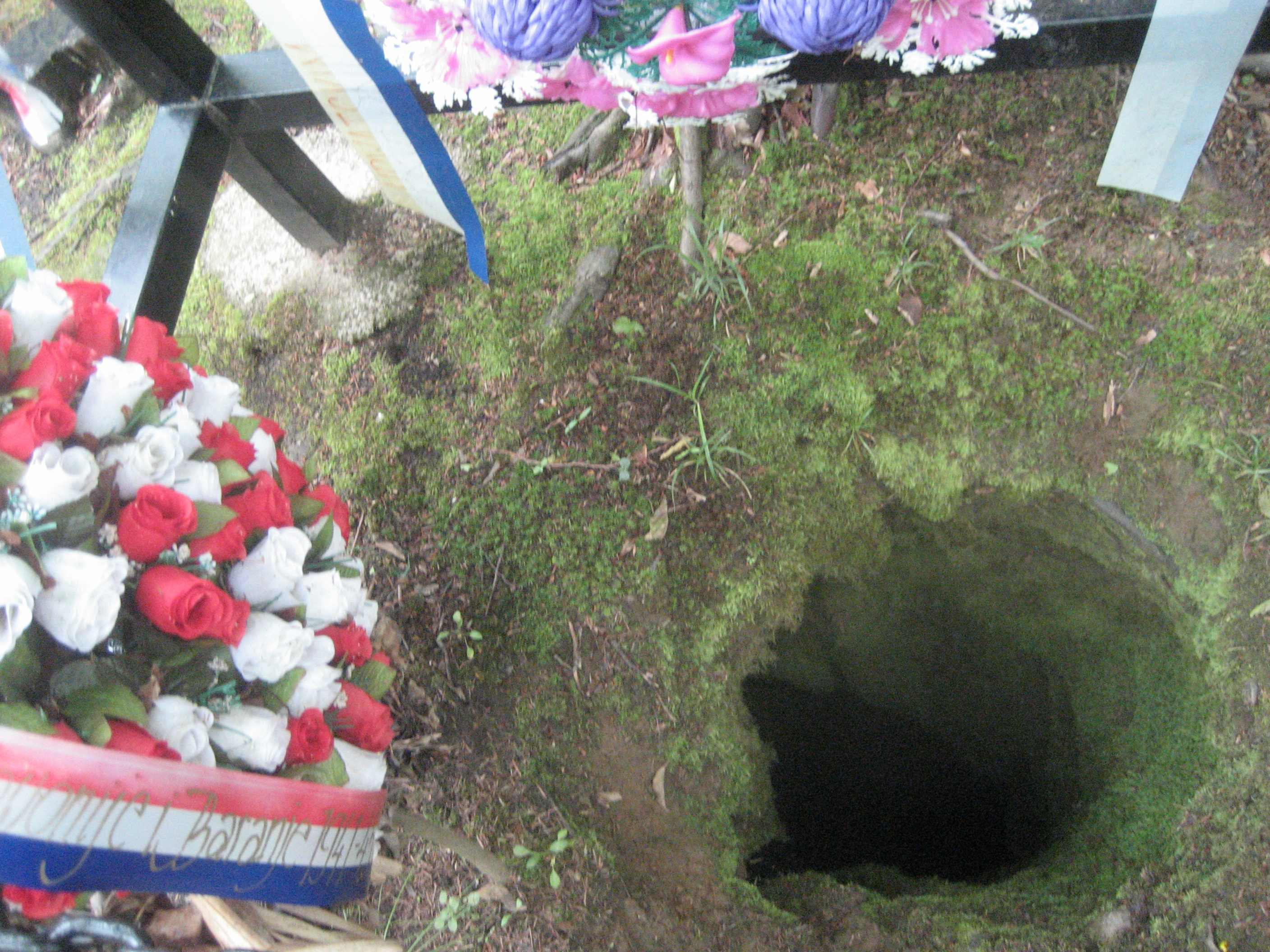
Vertikale Karsthöhle Jazovka

Rund um das Bleiburger Feld kam es nach der Kapitulation der militärischen Flüchtlingsverbände am 15. Mai 1945 zu zahlreichen Übergriffen und Massakern. Noch in Kärnten kam es außerhalb der Sichtweite der Briten zu zahlreichen Hinrichtungen. Es wurden Einzel- und Sammelgräber gefunden, das größte in Homberg (Holmec) am Grenzübergang mit etwa 200 Toten.
Die Exekutionen auf jugoslawischem Territorium haben Dimensionen, die bis heute nicht überschaubar sind. Von Hinrichtungen auf den Märschen und Transporten gibt es viele Augenzeugenberichte. Auf dem Weg von Bleiburg nach Dravograd (Unterdrauburg) sollen Hunderte getötet worden sein. In Leše (Liescha) wurden rund 800 Tote gefunden – darunter auch in Kärnten verhaftete Österreicher –, bei Slovenj Gradec (Windischgraz) gibt es viele Einzelgräber. In einem Massengrab bei Opicina (Opčine) bei Triest, das damals ebenso wie Kärnten britisches Besatzungsgebiet war, fand man neben deutschen und italienischen Hunderte von kroatischen Opfern.
Eines der wohl größten Massaker ereignete sich in Tezno nahe Maribor. Möglicherweise ganze Truppeneinheiten wurden dort exekutiert und liegen in ausgedehnten ehemaligen Panzergräben begraben. Die vor vielen Jahren begonnenen Ausgrabungen wurden nach den ersten Funden bisher nicht fortgeführt.
Weitere Orte, bei denen Hinrichtungen vermutet werden, sind die ehemaligen Konzentrationslager Tüchern (Teharje) bei Celje (Cilli) und Sterntal (Strnišče, heute Kidričevo) bei Ptuj (Pettau), bei Šentvid nordwestlich von Ljubljana, bei Slovenska Bistrica, bei Škofja Loka und ganz besonders mehrere Karsthöhlen im Berggebiet der Gottschee (Kočevje). Dort wurde im Gottscheer Hornwald (Kočevski Rog) in einer Karsthöhle das bisher größte Massengrab mit Opfern der jugoslawischen Partisanenarmee gefunden. Karstspalten und -höhlen waren geeignet, Leichen in der Tiefe verschwinden zu lassen
und durch Sprengungen leicht zu verschließen.
Auch über die Erschießungen in und um die Lager gibt es viele Augenzeugenberichte, von denen etliche von John Prcela und Stanko Guldescu in ihrem Buch Operation Slaughterhouse abgedruckt wurden. Sie sind quellenkritisch zu lesen, da sowohl Prcela als auch Guldescu Nähe zu Funktionären des Unabhängigen Staates Kroatien aufwiesen, beispielsweise zu Krunoslav Draganović sowie Ante Pavelić. Ferner erlauben ihre Ausführungen keine Schlussfolgerungen über die Zahl der Opfer und ihre Herkunft.

### Zwangsrepatriierung und Todesmärsche
In einem britisch-jugoslawischen Militärabkommen vom 19. Mai wurde nicht nur der jugoslawische Truppenabzug aus Kärnten bis zum 21. Mai 1945, 19 Uhr, festgelegt, sondern auch die Auslieferung aller „Yugoslav Nationals“ an Jugoslawien. Einer der beiden jugoslawischen Vertreter versicherte, die Zivilflüchtlinge würden in ihre Herkunftsgebiete zurückgebracht und die Angehörigen der Streitkräfte nach den Bestimmungen des Völkerrechts behandelt. Er kündigte jedoch auch an, dass Offiziere, die Kriegsverbrechen begangen hätten, mit einem Kriegsgerichtsverfahren zu rechnen hätten.

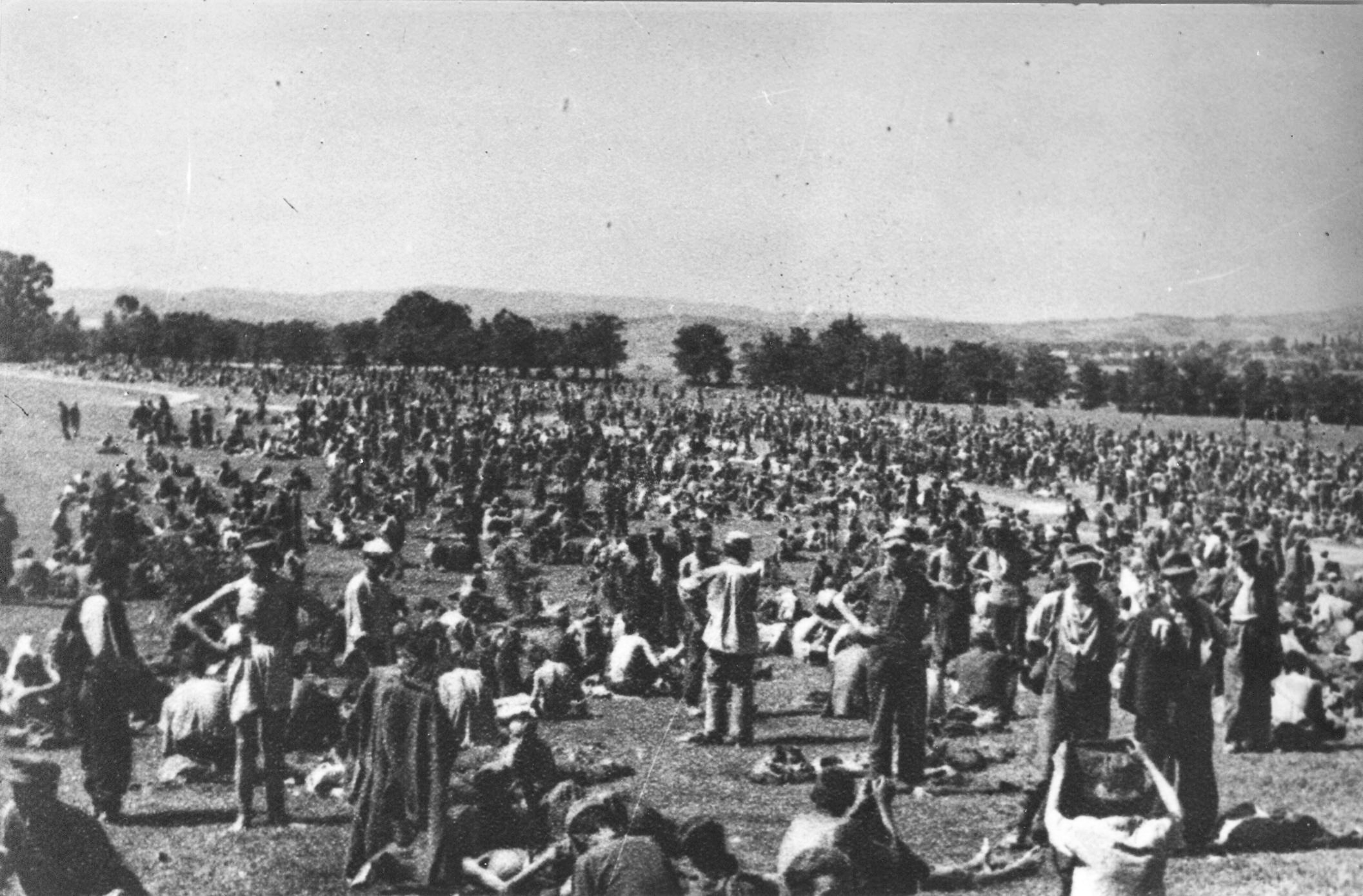
Gefangen genommene Angehörige der deutschen Streitkräfte, Ustasche und Tschetniks bei Maribor

Zuerst wurde der Großteil der Kroaten und Serben der Jugoslawischen Volksarmee übergeben, Ende Mai/Anfang Juni 1945 der Großteil der Slowenen aus dem Lager Viktring bei Klagenfurt. Die Volksarmee trieb die ihr aus britischem Gewahrsam übergebenen Soldaten und Zivilisten hauptsächlich über Dravograd in Richtung Maribor. Auch die Briten beteiligten sich an der Rückführung, im Wesentlichen per Eisenbahn über den Karawankentunnel nach Jesenice oder über Bleiburg und Lavamünd in Richtung Maribor, teils auch über Arnoldstein.
Die Gefangenen wurden an die jugoslawischen Truppen teils noch auf österreichischem Boden, teilweise an der Landesgrenze übergeben. Die britischen Soldaten ließen sie in dem Glauben, sie würden nach Italien gebracht, so dass die Übergaben ohne Widerstand stattfinden konnten. Nach der Übergabe wurden die Gefangenen in Fußmärschen weitergetrieben und in Lager in Slowenien und im nördlichen Kroatien verbracht, die dort im Mai und Juni 1945 in großer Zahl entstanden. In den Lagern wurden sie in unterschiedliche Gruppen aufgeteilt, zwischen Militärangehörigen und Zivilisten getrennt sowie nach Truppenteilen, Dienstgraden und nationaler Zugehörigkeit. Bei den Kroaten wurde vor allem auf die Aufteilung in Domobrani und Ustascha Wert gelegt, was aber wie bei den anderen Aufteilungen nicht immer genau vorgenommen wurde.

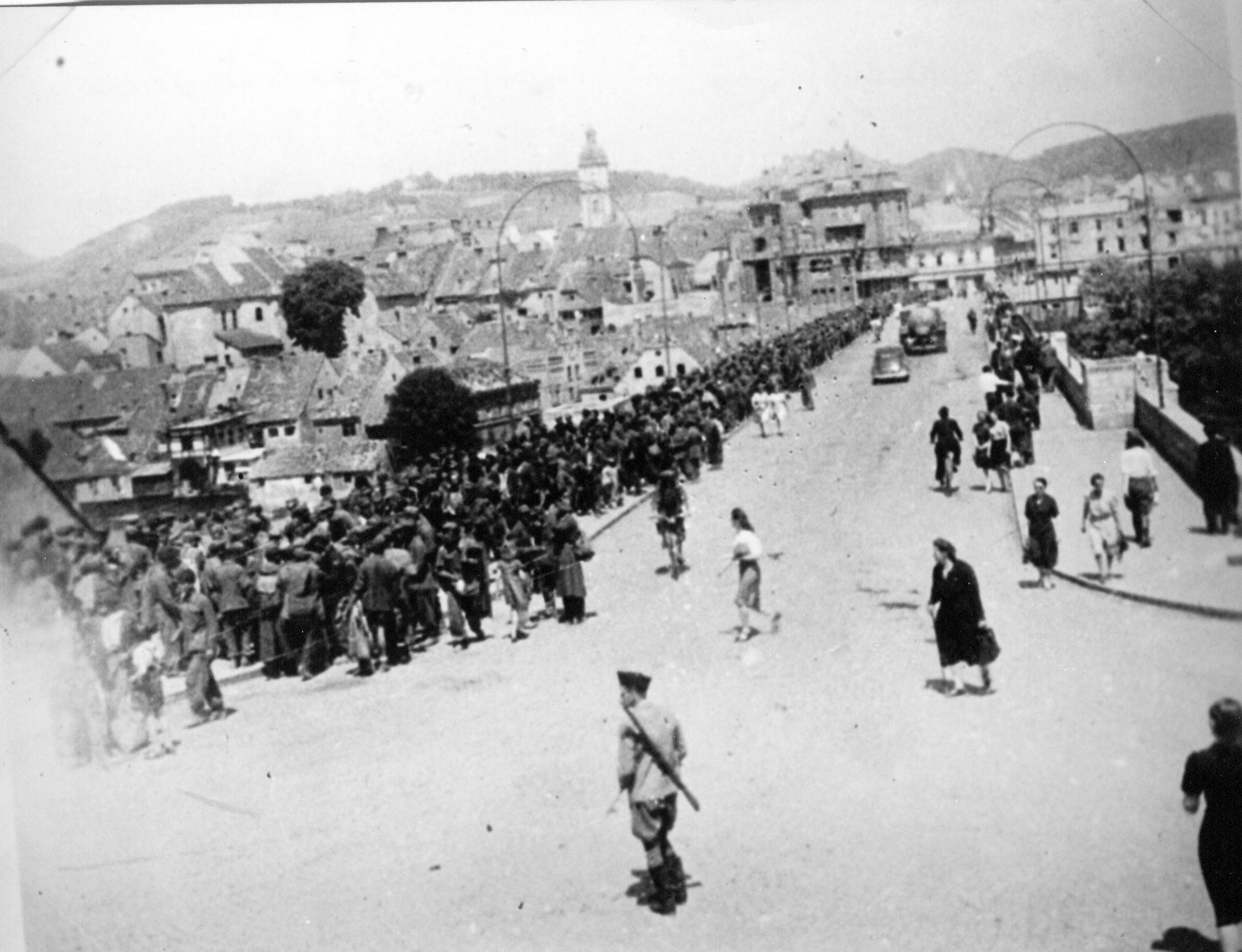
Kriegsgefangene deutsche und kroatische Soldaten auf einem Todesmarsch durch Maribor.

Von Mai bis August 1945 wurden aus den Gefangenenlagern in Slowenien und Nordkroatien große Marschkolonnen, vorwiegend deutsche Kriegsgefangene und Kroaten, nach Südosten in Bewegung gesetzt, meist zu Fuß, einige Strecken auch per Eisenbahn. Die Marschrouten erstreckten sich über Ostkroatien (Slawonien) etwa entlang der ungarischen Grenze, dann in Richtung Belgrad und in das Westbanat bis in die Nähe der Grenze zu Rumänien. Einige zweigten in Richtung Bosnien ab. Viele der Marschierenden sollen an Entkräftung, Krankheiten oder Folgen von Misshandlungen gestorben, willkürlich oder aus nichtigen Anlässen erschossen worden sein. Nach Zeugenberichten wurden in manchen Orten den durchziehenden Kolonnen von den Bewohnern Kleidungsstücke, vor allem die Schuhe weggenommen. Wer das Marschtempo nicht mehr halten konnte, wurde umgebracht.
Ziel dieser Todesmärsche (smrtni put, bei den Kroaten auch križni put, Kreuzweg) war die Vojvodina, wo in der südlichen Batschka und vor allem im Westbanat bereits seit Ende 1944 Lager für die dort ansässigen Donauschwaben errichtet worden waren. Spätestens hier wurden die Gefangenen einzeln verurteilt, meist zu Zwangsarbeit, schwerer Belastete wurden in Gefängnisse verbracht, meist nach Belgrad. Ein Teil der Gefangenen aus den Lagern, darunter aber keine Deutschen und nur wenige Kroaten, fiel unter eine im August 1945 erlassene Amnestie.

### Gerichtsverfahren
Der Unabhängige Staat Kroatien wurde von der in London residierenden Exilregierung nicht anerkannt. Sie hatte sich in einem Abkommen mit Tito am 16. Juni 1944 verpflichtet, alle „Volksverräter und Kollaborateure“ öffentlich zu ächten. Die Truppen des Unabhängigen Staates Kroatien waren aus ihrer Sicht keine Kriegsgegner, sondern Deserteure und Verräter, die mit dem Feind zusammenarbeiteten. Folglich war für die Truppen des Unabhängigen Staates Kroatien allenfalls die Militärgerichtsbarkeit zuständig.
Nach dem Ende der nationalsozialistischen Besatzung und der Beseitigung des Ustascha-Regimes kam es ab Ende Mai 1945 einige Wochen lang zu „spontanen Abrechnungen“ und „wilden“ Säuberungen. Sie richteten sich pauschal gegen uniformierte Verbände, vor allem die kroatische Ustaša. Auch die kroatische Heimwehr, slowenische, montenegrinische, serbische (Tschetniks) und deutsche Verbände fielen Massenexekutionen zum Opfer oder starben auf „Todesmärschen“. Als politische Gegner eingestufte Zivilisten wurden in diesen Wochen umstandslos ohne Gerichtsverfahren liquidiert.
Nach den Liquidierungen in der ersten Zeit nach der Kapitulation, die umstandslos ohne irgendwelche Verfahren durchgeführt wurden, wurden folgerichtig Schnellverfahren vor Militärgerichten eingerichtet, in denen ohne besondere Formalitäten Urteile gefällt wurden. Bereits im Sommer 1944 war zwar ein formalisiertes Schnellverfahren eingeführt worden, das in die Kompetenz der Militärgerichte fiel. Juristische Grundlage bildeten die Militärstrafgesetze und das Strafgesetzbuch von 1929, in dem die Zusammenarbeit mit einem Feind unter Strafe gestellt war. Solche Militärgerichte sind aus Zagreb, Osijek und Karlovac bekannt. Angesichts der großen Zahl der Gefangenen nach der Kapitulation wären aber Prozesse gegen alle kaum durchführbar gewesen. Der hochrangige jugoslawische Politiker und Dissident Milovan Đilas formulierte es so:

„Niemand weiß, ob Tito direkte Befehle gegeben hat oder nicht. Doch er war sicher für eine radikale Lösung, genau wie die Briten pragmatische Gründe hatten, diese Flüchtlinge zurückzuschicken. Jugoslawien befand sich im Zustand des Chaos und der Zerstörung. Eine Zivilverwaltung gab es praktisch nicht. Es gab keine ordentlichen Gerichte. Es gab keine Möglichkeit, die 20.000 bis 30.000 Fälle zuverlässig zu untersuchen. So war der einfachste Ausweg, sie alle zu erschießen und damit das Problem los zu sein.“

Nach der Kapitulation blieben die Militärgerichte weiter in Funktion. Ab 1945 gingen die Schnellverfahren mit dem Aufbau ziviler Gerichte in den Bereich der Zivilgerichtsbarkeit über. Am 25. August 1945 wurde das Gesetz „Über Straftaten gegen Volk und Staat“ erlassen, in dem auch Tatbestände aufgeführt wurden, die sich auf die Kriegszeit bezogen. Dieses Gesetz wurde rückwirkend angewandt. Es hatte Gültigkeit bis zur Einführung des neuen Strafgesetzbuches (1947 bzw. 1951), das die Grundtatbestände des Landesverrats und der „Kollaboration mit dem Feind“ neu fasste.

### Diskussion um Opferzahlen
Allein die kroatischen Todesopfer der Nachkriegsverbrechen, die in Bleiburg und Umgebung ihren Anfang nahmen, werden von den Extremisten unter den Exilkroaten auf 300.000 oder mehr beziffert. Der Demograf Vladimir Žerjavić (1912–2001) widerlegte diese Zahl durch seine Berechnungen und beziffert die Todesopfer auf 45.000 Kroaten, 4.000 Muslime, 8.000 bis 10.000 Slowenen und 2.000 montenegrinische und serbische Tschetniks.
Gesicherte Angaben über die Zahl der Flüchtenden und die Gesamtzahl der Opfer liegen bisher nicht vor; die genauen Zahlen sind strittig. Weder von jugoslawischer noch von britischer Seite gibt es offizielle Opferzahlen, da die Ereignisse in der SFR Jugoslawien nicht öffentlich thematisiert werden durften und auch von Seiten der Westalliierten keine amtliche Untersuchung erfolgte. In den Nachfolgestaaten Jugoslawiens Kroatien und Slowenien finden weitere Ausgrabungen nur selten statt, obwohl die Lage einer großen Zahl von Gräbern bekannt ist. Eine weitere Schwierigkeit besteht darin, aus der Gesamtzahl der Opfer den Personenkreis derer herauszufiltern, die aus dem NDH-Staat kamen. Neben deutschen Kriegsgefangenen aus Wehrmacht und Waffen-SS fielen auch italienische Kriegsgefangene, die überwiegend in Dalmatien im Einsatz gewesen waren, den Abrechnungen zum Opfer. Die Zahl der deutschen Kriegsgefangenen, die die Todesmärsche das Leben kostete, wird auf 10.000 geschätzt. Über das Schicksal des deutschen Personals der kroatischen Legionen, die in der Wehrmacht dienten, gibt es keine offiziellen Berichte.

## Gedenken und Mythos
Die Ereignisse um Bleiburg stellen seit 1945 einen wichtigen kroatischen Geschichts- und Nationalmythos dar. Sie wurden und werden von Teilen der kroatischen Emigration als Nationaltragödie gesehen.

### Rechtsextreme Gedenkveranstaltungen in Bleiburg

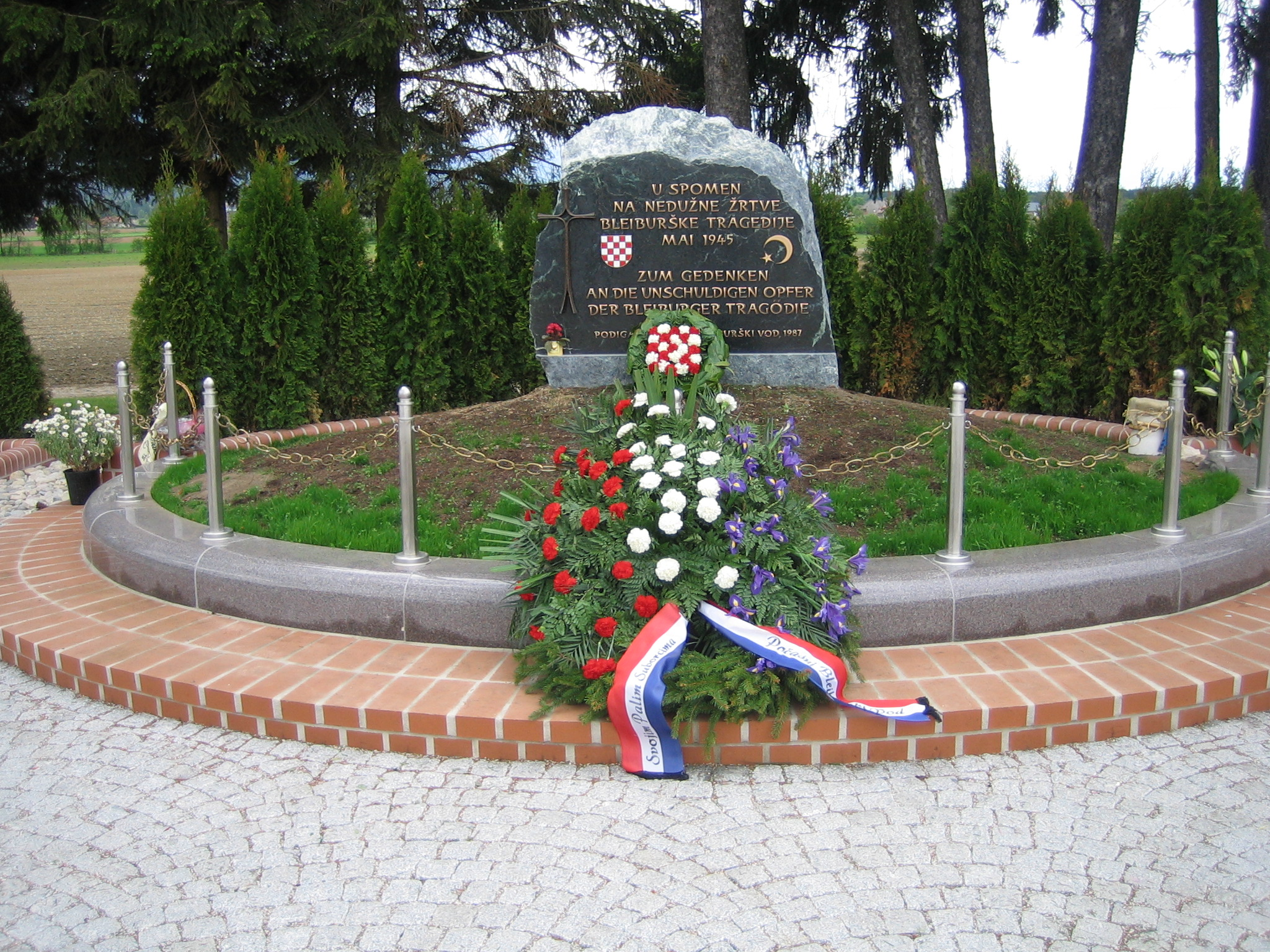
Der 1987 errichtete Gedenkstein für die Opfer von Bleiburg auf dem Loibacher Feld (2005), hier noch mit dem Wappenschild und dem Hilal mit fünfzackigem Stern.

Bereits zu Zeiten Jugoslawiens fanden ab 1951 die ersten Gedenkveranstaltungen von kroatischen Emigranten um den österreichisch-kroatischen Verein Bleiburger Ehrenzug/Počasni Bleiburški vod mit Vereinssitz in Klagenfurt statt. Anlässlich des 40. Jahrestages wurde 1985 begonnen, die Gedenkstätte auf dem Loibacher Feld zu errichten, die von Bleiburg-Überlebenden, Exilkroaten und der kroatischen Regierung finanziert wurde.
Zunächst fand die Gedenkfeier zum katholischen Festtag Allerheiligen statt, später um den Muttertag, der dem Gedenktag zeitlich näher liegt. So fanden jährlich am 15. Mai auf der kroatischen Gedenkstätte auf dem Loibacher Feld Messen und Gedenkfeiern statt.
Die Veranstaltung galt als wichtiger Treffpunkt der kroatischen Rechtsextremen. Bei den Veranstaltungen wurden regelmäßig Personen gesichtet, die durch das Tragen von Uniformen und Abzeichen der Ustascha-Bewegung auffielen. Diese Symbole sind in Kroatien verboten, waren in Österreich jedoch einige Zeit lang erlaubt. Nationalsozialistische Wiederbetätigung wie etwa der Hitlergruß fanden regelmäßig statt. 2015 nahmen 25.000 bis 30.000 Teilnehmende an der Veranstaltung teil.
Seit dem Ende des kommunistischen Regimes nahmen auch offizielle Regierungsvertreter Kroatiens teil. Das Gedenken wurde dabei in kroatischen Medien und unter Politikern kontrovers diskutiert. Es kam regelmäßig zum politischen Diskurs zwischen linken und rechten Parteien. Die Mitte-links-Koalition stellte jegliche Geldflüsse an den Verein Bleiburger Ehrenzug im Jahr 2012 ein.
Im Jahr 2019 verweigerte der Administrator der Diözese Gurk-Klagenfurt, Engelbert Guggenberger, die Genehmigung der Messfeier, nachdem es 2018 zu Straftaten und Verurteilungen von Ustascha-Anhängern gekommen war. Der Generalsekretär der kroatischen Bischofskonferenz, Petar Palić, bat seinen österreichischen Amtskollegen Christoph Schönborn um die Aufhebung des Verbots. Die Messe gelte auch zivilen Opfern.
Die Gedenkfeier ist seit 2022 durch das Österreichische Parlament verboten.

### Außerhalb Bleiburgs

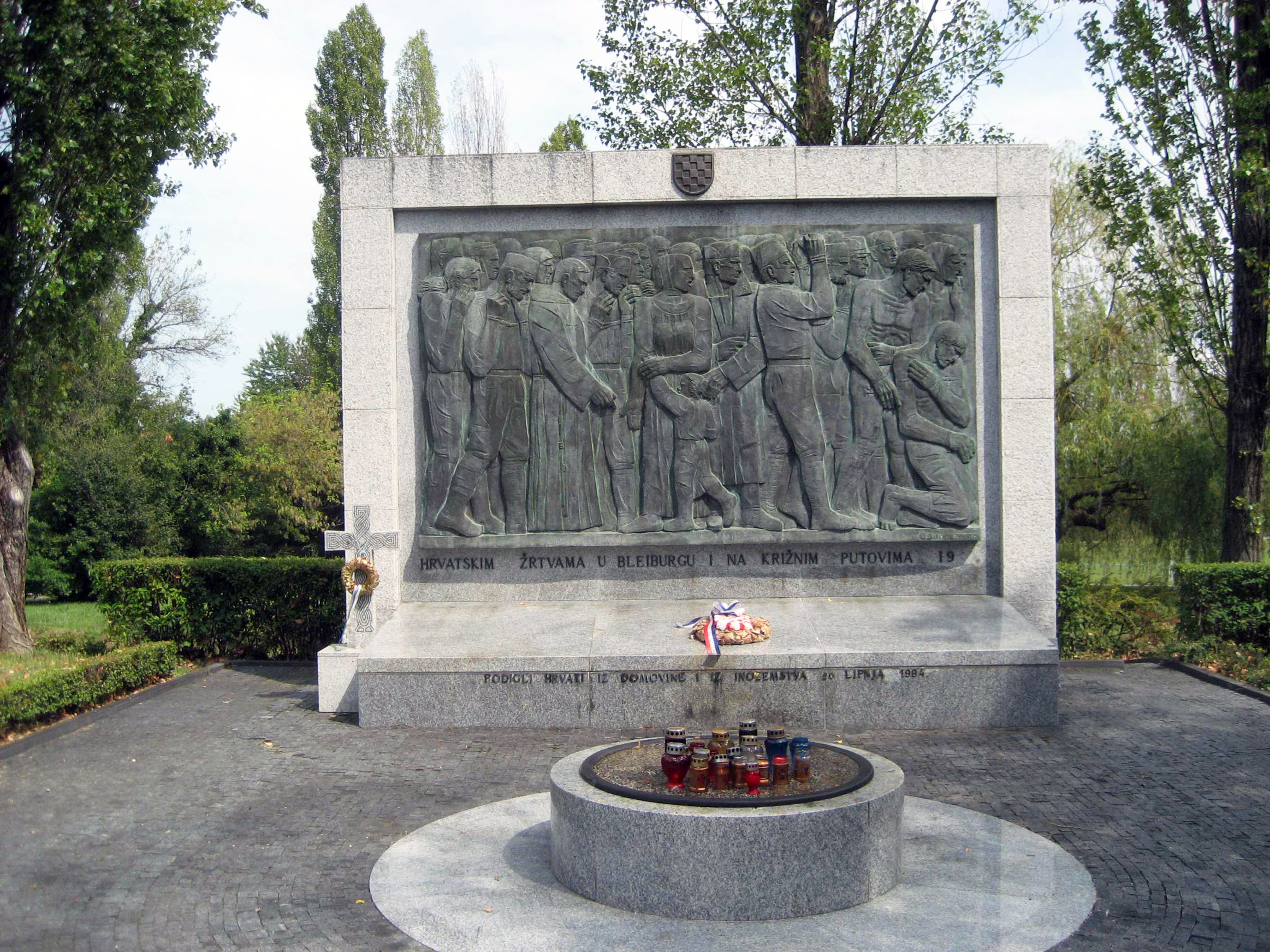
Gedenkstätte für die Opfer der Massenhinrichtungen auf dem Mirogoj-Friedhof in Zagreb.

Im Zeitraum von 1974 bis 1976 wurde ein größerer Gedenkstein zentral auf dem Friedhof in Loibach errichtet. Weitere Denkmäler für kroatische Opfer befinden sich in der näheren Umgebung am Ulrichsberg, in Sankt Veit an der Glan, Bad Eisenkappel und auf dem Soldatenfriedhof von Völkermarkt. Am 16. Mai 2020 wurde in Sarajevo ein Gedenkgottesdienst unter der Mitwirkung von Bischof Vinko Puljić gefeiert. Die Veranstaltung stieß auf massive Kritik: Zahlreiche Politiker sowie Stimmen aus der Zivilgesellschaft und anderen Kirchen und Religionsgemeinschaften hatten Puljić zur Absage aufgerufen. Der Präsident der jüdischen Gemeinde in Sarajevo, Jakob Finci, schrieb in einem Offenen Brief, der Gottesdienst erinnere an die „Henker unserer Mütter, Väter, Großväter, Landsleute und aller anderen unschuldigen Menschen, die vom faschistischen ‚Unabhängigen Staat Kroatien‘ getötet wurden“.

## Beurteilungen
Die parteigelenkte Geschichtsschreibung Jugoslawiens idealisierte den Partisanenkampf gegen die faschistischen Besatzer und deren Verbündete, die Ustasche und Tschetniks. Der Bürgerkriegscharakter der Kämpfe zwischen Partisanen und Tschetniks wurde verschwiegen. Die blutige Abrechnung mit den Gegnern, zu der die Massaker von Bleiburg zählen, durfte nicht thematisiert werden. Erst in den 1980er Jahren begann eine differenzierte Erforschung des Zweiten Weltkriegs in Jugoslawien. Sie war jedoch häufig an nationalistische Sichtweisen gekoppelt, vor allem in Kroatien und Serbien.
Der Balkan-Korrespondent der FAZ Michael Martens kommt zu dem Schluss, dass es sich „nicht um vereinzelte spontane Racheakte“ gehandelt habe, sondern um „eine systematische, von oben angeordnete Menschenvernichtungsaktion der siegreichen Partisanen an ihren gefangenen Gegnern“.

### Kontroverse
Besonders in Großbritannien entstand eine Kontroverse um die Rolle, die die britische Armee bei der Übergabe der Kroaten an Jugoslawien und der aus dem kroatischen Raum geflüchteten Kosaken an die Sowjetunion gespielt hatte. Eine Kommission unter dem Vorsitz des Brigadegenerals Anthony Cowgill erarbeitete 1990 zwei Berichte, worin unter anderem festgestellt wird, es habe sich kein Hinweis ergeben, dass die britischen Kommandostellen bei der Übergabe der Gefangenen deren anschließende Liquidierung bewusst in Kauf genommen hätten.

### Untersuchungen
Erst seit wenigen Jahren werden die Vorgänge um den Massenmord wissenschaftlich erfasst und Massengräber gekennzeichnet sowie untersucht. Im März 2011 waren in Slowenien 600 Massengräber erfasst, doch war von diesen bis dahin kein einziges als Kriegsgräberstätte mit ordentlicher Bestattung sämtlicher Opfer hergerichtet, so Marko Štrovs, der Leiter der Abteilung für Kriegsgräberstätten beim slowenischen Ministerium für Arbeit, Familie und Soziales.
Zu den Orten, an denen die meisten Opfer liegen sollen, gehören die Karsthöhlen Pod Krenom, Macesnova gorica, Rugarski klanci und Dvojno brezno pri Cink križu im Gottscheer Hornwald (Kočevski Rog), Bodoveljska grapa, pod Blegošem, Repičnikova jama (Krvava peč pri Golem), Krvava peč pod Sv. Primožem (Velike Lašče), das Lager Teharje, Griže (Savinjska dolina), Stari Hrastnik-Zasip, der Barbara-Stollen (Barbarin rov) von Huda Jama bei Laško, Marno (Straße Rimske Toplice-Hrastnik), Krištandol, das Bergwerk Ana pod Jelenico, Praprotno, die Steinbrüche Rikelnik und Klembas, das Bachergebirge (Pohorje), Maribor (Tezno) und das Lager Sterntal (Strnišče, heute Kidričevo).

## Verfilmungen
1999 erschien in Kroatien der Film Četverored (Die Viererreihe), der sich mit den Leiden der an den Todesmärschen teilnehmenden Soldaten befasst und zahlreiche Gewaltszenen enthält. Ein weiterer Film, der sich mit den Ereignissen beschäftigt, ist der 2004 erschienene Film Duga mračna noć (Die lange dunkle Nacht) mit Goran Višnjić, eine der aufwändigsten und kostspieligsten Produktionen in der kroatischen Filmgeschichte.